# Toccadille
Toccadille (frz.) oder kurz Toc, andere Schreibweisen sind Tokkadille (dt.) und Toccateglio (ital.), auch Tavole reale oder Tablas reales (span.) genannt, ist ein Brettspiel für zwei Personen. Es handelt sich um eine Variante des Backgammonspieles, deren Regeln sich vom normalen Backgammon unterscheiden.

## Regeln
Gespielt wird ähnlich wie bei der Backgammonvariante Puff. Im Unterschied zum normalen Backgammon befinden sich alle Steine zunächst außerhalb des Spielbrettes mit insgesamt 24 Zungen, das in Viertel von 6 Zungen geteilt ist. Ein Spieler spielt mit roten und der andere mit schwarzen Spielsteinen. Beide Spieler würfeln mit 2 Würfeln. Wer die höchste Augenzahl wirft, beginnt. Die Zungen 1–6 sind das 1. Viertel für Rot, er zieht von dort über die Zunge 12 in die gegnerische Hälfte zu den Zungen 13 bis 24. Die Zungen 24-19 sind das erste Viertel für Schwarz, er zieht in die entgegengesetzte Richtung. Am Anfang müssen  erst alle Steine in das erste Viertel des eigenen Feldes eingesetzt worden sein, ehe die Steine weitergezogen werden dürfen. Solange das Einsetzen nicht abgeschlossen ist, dürfen keine fortgesetzten Züge ausgeführt werden. Wirft Rot z. B. mit einem Würfel 5 und mit dem anderen 3 Augen, dann setzt er einen Stein auf die Zunge 5 und einen auf die Zunge 3.

### Pasch
Bei einem gewürfelten Pasch wird die Augenzahl jedes Würfels nur einfach  gesetzt wie bei einem normalen Wurf. Wird beispielsweise zweimal 4 gewürfelt, so kann man nur zweimal um 4 Felder weiterziehen und nicht viermal wie beim normalen Backgammon. Dafür wird bei Tocadille nach jedem Pasch nochmals gewürfelt.

### Ziehen der Steine
Auf der eigenen Einsatzseite dürfen nicht mehrere Steine übereinander, das sogenannte Band, gesetzt werden. Davon ausgenommen sind die Zacken 12 und 13, die sogenannten Huckenzacken.
Auf diesen Huckenzacken dürfen beliebig viele Steine stehen, allerdings müssen es mindestens 2 Stück sein und nicht nur ein einzelner Stein (Blot). Eine Hucke kann also zum Anfang nur durch ein Band besetzt werden.
Der Spieler darf die Hucke auf der gegnerischen Hälfte (die Fremdhucke) grundsätzlich nicht betreten. Würfelt er eine Augenzahl, die es erfordern würde, die gegnerische Hucke zu besetzen, darf er von jedem Würfel ein Auge abziehen und die eigene Hucke anfahren, aber nur, wenn er mit keinem anderen Stein in die eigene Hucke gelangen kann.
Geschlagene Steine werden bei Toccadille nicht vom Brett genommen, sondern durch Marken gekennzeichnet (hierbei werden meist Chips oder Münzen verwendet). Trifft man also auf einen einzelnen gegnerischen Stein, bleibt dieser auf seiner Position stehen und eine Marke wird an das Fußende der ersten Zacke gelegt. Für jeden weiteren geschlagenen gegnerischen Stein wird die Marke um eine Zacke weitergezogen.
Wie beim Puff können mit einem Zug mehrere gegnerische Steine geschlagen werden. Dann können die entsprechenden Punkte durch Weiterziehen mit der Marke um die entsprechende Anzahl von Zacken markiert werden.
Wer mit seiner Marke die 12. Zacke zuerst erreicht, ist Sieger. Wenn der Gegner noch nicht über die 6. Zacke hinausgekommen ist, zählt der Gewinn doppelt. Ist der Gegner sogar noch nicht über die 3. Zacke hinausgekommen, so zählt der Gewinn dreifach, und wenn er noch keine Marke auf dem Brett hat, vierfach.
Siehe auch: Backgammon, Wurfzabel, Tric Trac